# José Antonio González Velázquez
Pour les articles homonymes, voir Vélasquez (homonymie).
José Antonio González Velázquez, aussi appelé Antonio González Velázquez le Jeune, est un architecte néoclassique espagnol ayant travaillé à Mexico, né probablement à Madrid dans les années 1750, mort à Mexico le 21 avril 1810.
Il est le fils l'architecte et peintre Alejandro González Velázquez, le neveu des peintres Luis González Velázquez et Antonio González Velázquez, le cousin des peintres Zacarías González Velázquez, Castor González Velázquez et de l'architecte Isidro González Velázquez.
Il est un des principaux architectes ayant apporté l'art néoclassique en Nouvelle-Espagne. Il est essentiellement intervenu dans la ville de Mexico.

## Biographie
On n'a pas de renseignement sur les premières années de sa vie; Il est mentionné en 1778 comme ayant étudié l'architecture à l'Académie royale des beaux-arts de San Fernando et recevant le premier prix d'architecture de cette académie. En 1780 il est nommé académicien surnuméraire. En 1786 il a reçu le titre d' Académico de mérito de cette académie royale.
La première institution pour l'enseignement de l'art à Mexico a été fondée le 21 août 1781 par le roi Charles III à la demande de Jerónimo Antonio Gil. Ses premières classes ont été ouvertes en novembre 1781 dans la Casa de la Moneda de Mexico. Une assemblée préparatoire et le vice-roi ont envoyé au roi l'année suivante le projet de création d'une académie sur le modèle de l'Académie de San Fernando. Il est approuvé par le roi le 25 décembre 1783 et l'académie est fondée sous le nom d' Academia de San Carlos de Nueva España, académie de San Carlos. Les statuts de l'académie sont approuvés le 4 novembre 1785. Le 25 août 1785 un appel est lancé en Espagne pour occuper les postes ouverts dans les différentes directions de cette académie : deux de peinture, un de sculpture, un d'architecture et un de gravure. José Antonio González Velázquez a participé au concours avec trois architectes, Ignacio Tomás, Alonso Regalado Rodríguez et José Miguel Joraya, pour la désignation du directeur de l'architecture. En mars 1786, le roi nomme José Antonio González Velázquez comme premier directeur de l'architecture de l'académie de San Carlos. Il s'est embarqué à Cadix avec les autres directeurs le 24 juin 1786 à bord de la frégate Nuestra Señora del Rosario y San Francisco de Asís pour le port de Veracruz, au Mexique. Il arrive à Mexico au milieu de l'année 1786.
Dans sa charge de directeur de l'architecture il doit approuver tous les projets et plans des ouvrages civils et religieux devant être construits dans la ville de Mexico.
Il a eu la charge de réaliser plusieurs ouvrages religieux et civils :
- église de Saint-Paul-le-Neuf (San Pablo el Nuevo) (1789-1803),
- chapelle du Seigneur-de-Sainte-Thérese (Señor de Santa Teresa),
- église de Sainte-Thérese-l'Ancienne (Santa Teresa La Antigua) (1798-1813),
- arcades des patios de l'hôpital de Jésus,
- reconstruction de l'église des religieuses de Jésus-Marie (Jesús María) (1802-1812),
- chapelle de Sainte-Marie-Madeleine (Santa María Magdalena) (1805-1818),
- portail de l'ancienne église du grand collège de Saint-Pierre-et-Saint-Paul (colegio máximo de San Pedro y San Pablo),
- façade néoclassique de l'Université qui a été critiquée car cette intervention a conduit à la destruction de la façade antérieure de style churrigueresque.

Il a fait la rénovation et l'ornementation de la plaza Mayor de Mexico à l'occasion de la mise en place de la statue équestre de Charles IV.
En 1793, il a commencé à travailler sur la Fabrique royale des tabacs avec l'ingénieur militaire Miguel Constanzó avant que le projet soit suspendu en 1797.
Malheureusement beaucoup de ses ouvrages ont été détruits ou modifiés.

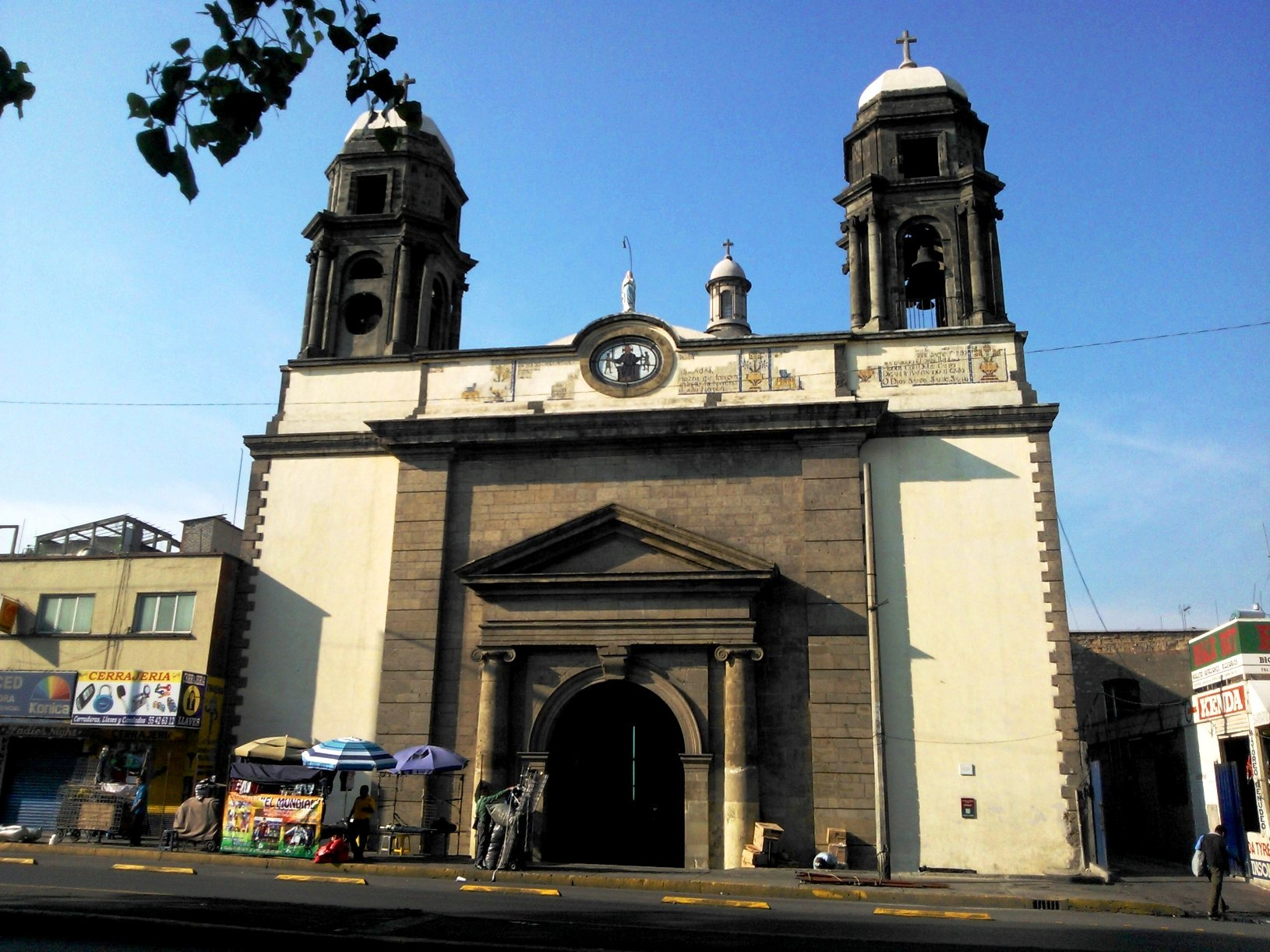
Église de Saint-Paul-le-Neuf
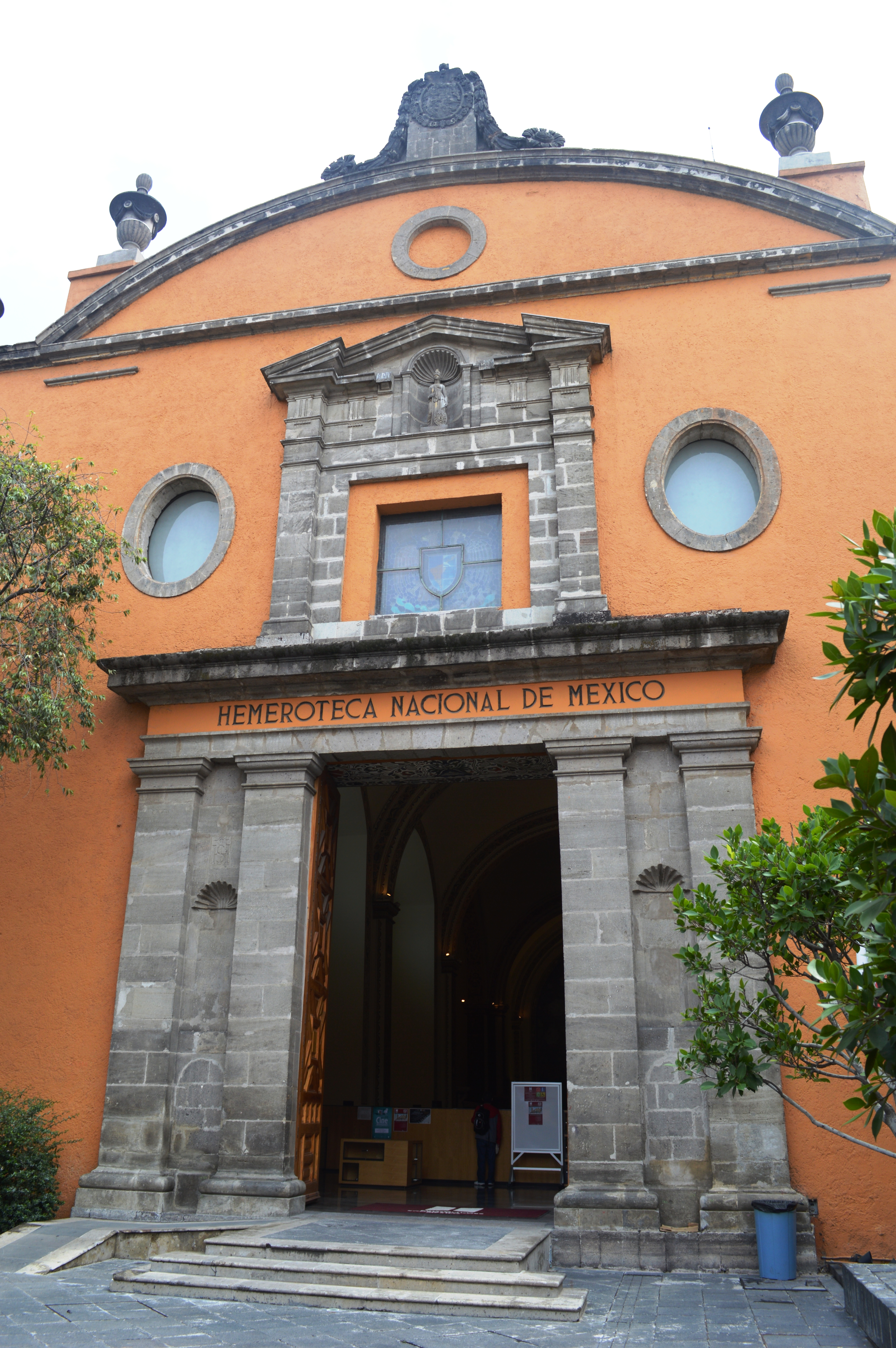
Façade de l'église de Saint-Pierre-et-Saint-Paul
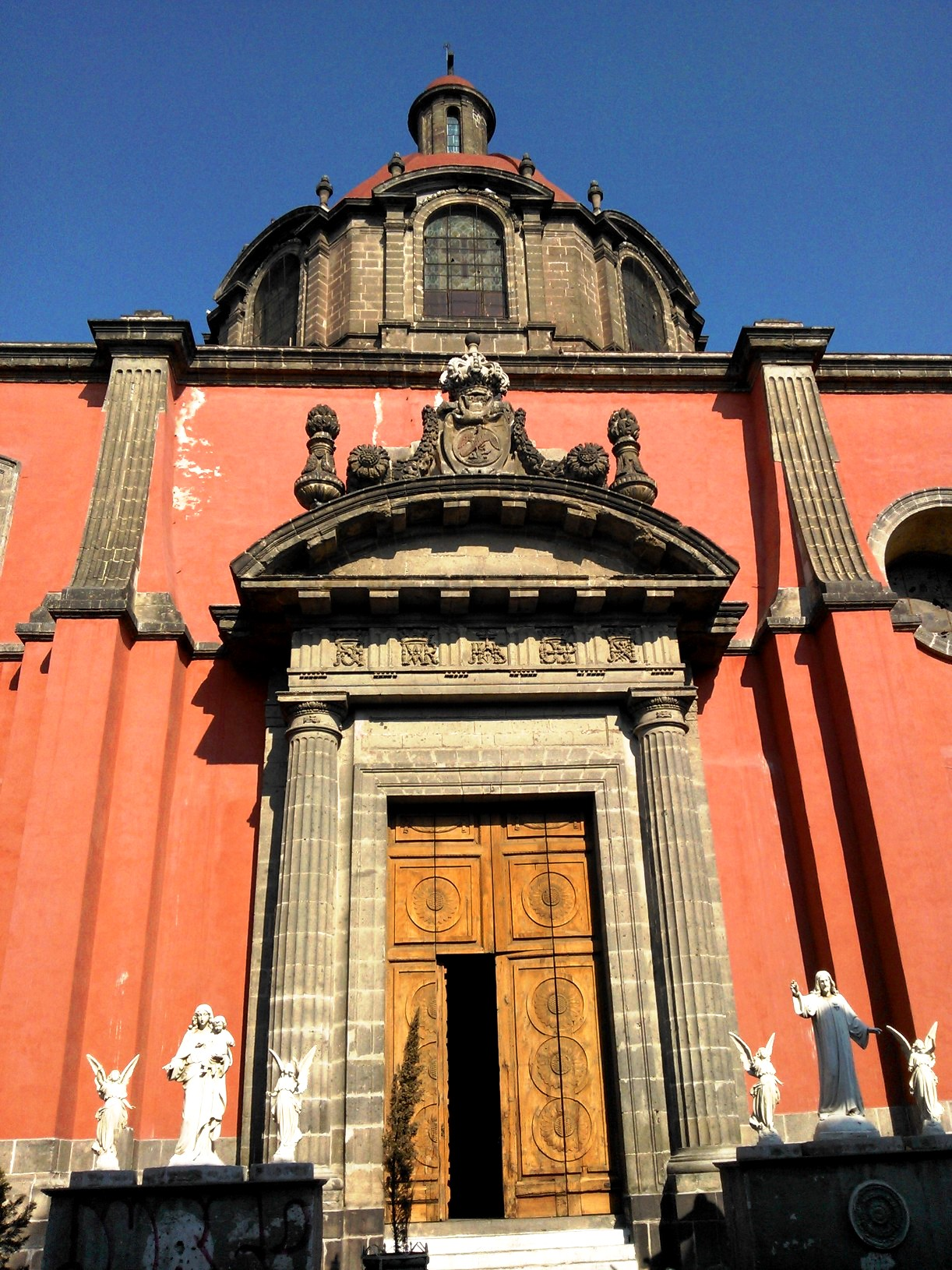
Portail et coupole de l'église de Jésus-Marie
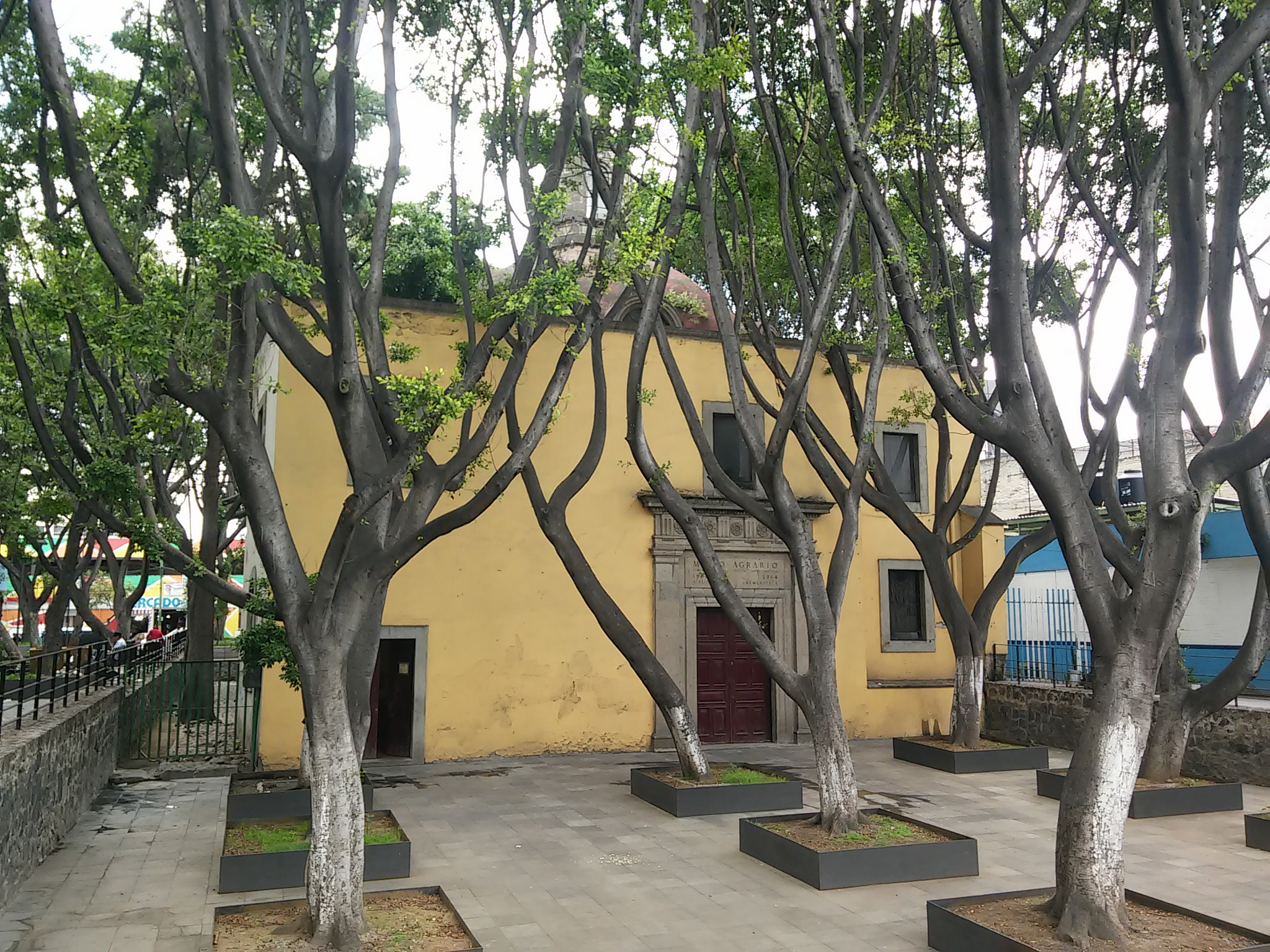
Chapelle de Sainte-Marie-Madeleine
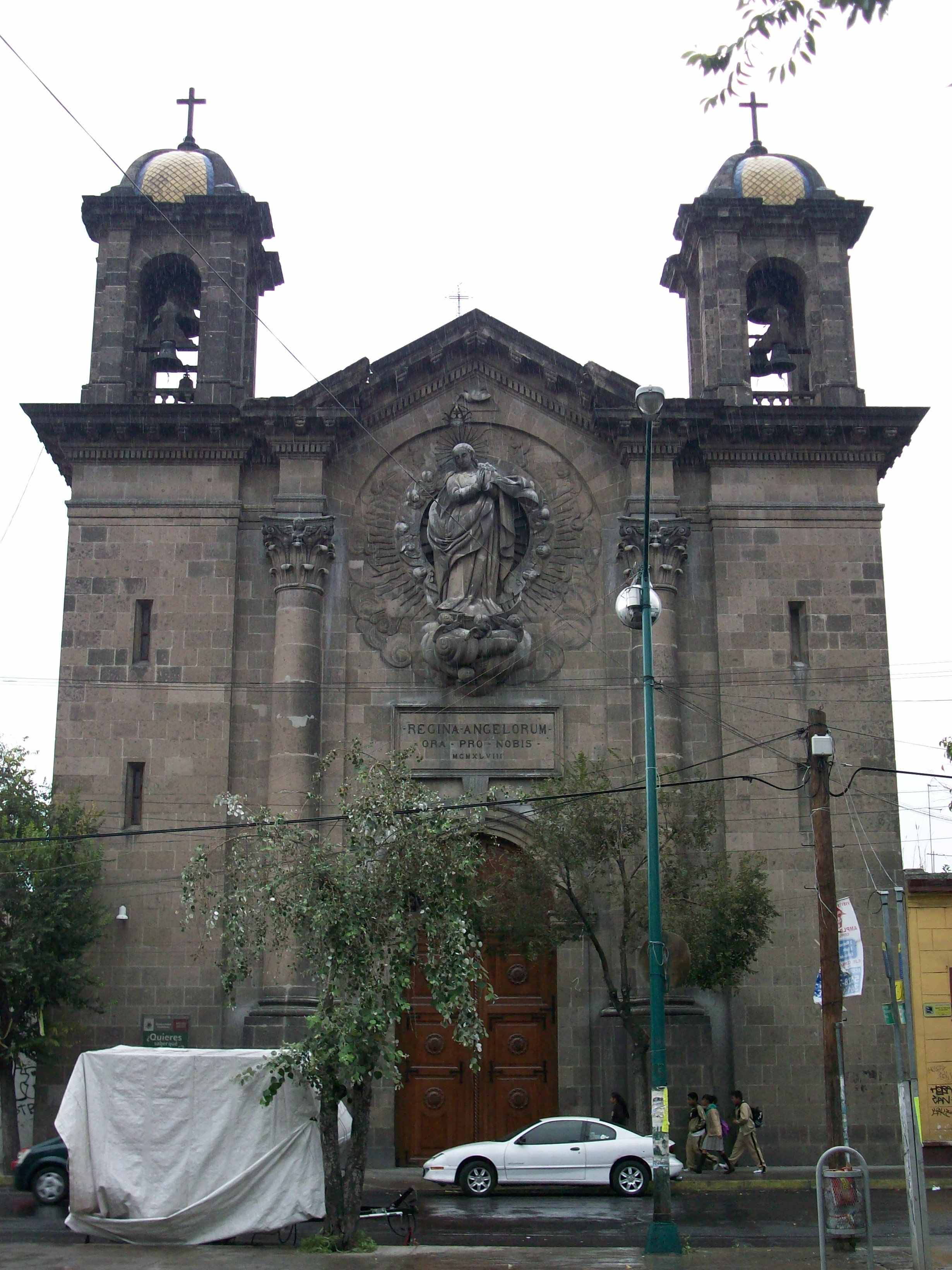
Sanctuaire de Notre-Dame-des-Anges
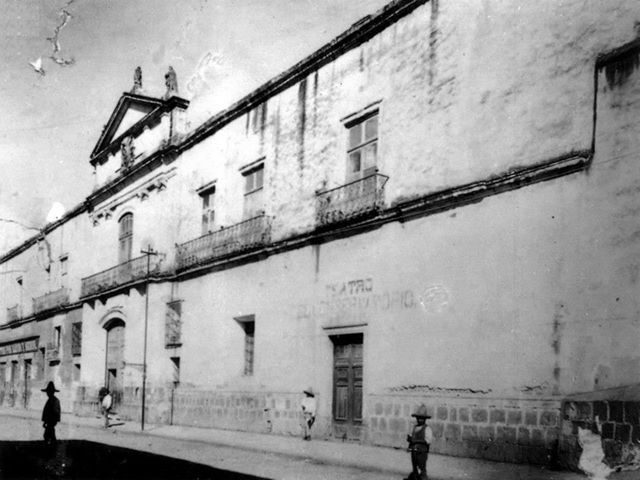
Ancienne façade de l'université